# Grey's Anatomy (13.ª temporada)
A décima terceira temporada do drama médico da televisão americana Grey's Anatomy estreou em 22 de setembro de 2016, nos Estados Unidos na American Broadcasting Company (ABC), e consistiu em 24 episódios. A temporada foi ordenada em 3 de março de 2016, juntamente com outros shows da ABC.  A temporada é produzida pela ABC Studios, em associação com a Shondaland Production Company e The Mark Gordon Company; os showrunners sendo William Harper e Stacy McKee.
Esta temporada foi a primeira a não apresentar Sara Ramírez como Dra. Callie Torres desde sua introdução na segunda temporada, após sua saída no final da temporada anterior.
Em 10 de fevereiro de 2017, a ABC renovou Grey's Anatomy para a décima quarta temporada.

## Enredo
A temporada segue a história de residentes, bolsistas e assistentes cirúrgicos, à medida que experimentam as dificuldades das carreiras competitivas que escolheram. Está situado na ala cirúrgica do fictício Grey Sloan Memorial Hospital, localizado em Seattle, Washington.
A temporada começa exatamente onde a anterior parou, no casamento de Owen e Amelia. Depois de Alex Karev (Justin Chambers) ter encontrado Jo Wilson (Camilla Luddington) bêbada com Andrew DeLuca (Giacomo Gianniotti) em uma situação comprometedora durante o final da temporada anterior, ele bateu em Andrew, o mandou para o hospital e depois Alex para na cadeia. Alex é acusado de um crime e corre o risco de cumprir pena de prisão até que Andrew abandone as acusações. Mais tarde, quando Alex pergunta por que Jo recusou sua proposta, ela revela que ela já é casada e fugiu de seu marido abusivo. Enquanto isso, Nathan Riggs (Martin Henderson) continua a perseguir Meredith Grey (Ellen Pompeo) após seu recente encontro sexual, embora Meredith tenha problemas em deixar seu falecido marido, Derek Shepherd.
Maggie Pierce (Kelly McCreary) admite para Meredith que ela tem uma queda por Nathan. Maggie é mais tarde confrontada com um problema maior quando descobre que sua mãe adotiva tem câncer e veio para Gray-Sloan para tratamento; sua mãe finalmente morre. April Kepner (Sarah Drew) e Jackson Avery (Jesse Williams) trabalham juntos como co-pais de sua filha recém-nascida, Harriet, mantendo um relacionamento platônico; no entanto, eles dormem juntos quando viajam para Montana para realizar uma cirurgia.
Como Chefe de Cirurgia, Miranda Bailey (Chandra Wilson) nomeia Meredith como Chefe de Cirurgia Geral e contrata Eliza Minnick (Marika Domińczyk) para dirigir o aspecto de treinamento do hospital. Embora Arizona Robbins (Jessica Capshaw) vá em frente com Minnick, o resto da equipe se opõe amplamente às técnicas de ensino de Minnick e trabalha para que ela seja demitida. Richard Webber (James Pickens Jr.) e Catherine Avery (Debbie Allen) discutem sobre a presença de Minnick, tornando o casamento mais dividido do que nunca. Owen Hunt (Kevin McKidd) e Amelia Shepherd (Caterina Scorsone) também têm problemas conjugais depois que Amelia revela que não quer ter filhos. Isso faz com que Amelia saia e se esconda no apartamento de Stephanie.
Durante o final da temporada, um estuprador é internado no hospital e tenta atacar Stephanie Edwards (Jerrika Hinton) e uma jovem garota. Stephanie começa um incêndio para escapar do agressor, resultando em uma pequena parte do hospital sendo destruída e uma porção maior sofrendo danos causados por fumaça e água. A irmã desaparecida de Owen, Megan, é encontrada e transportada para Seattle; Meredith revela isso a Nathan e encoraja-o a voltar para Megan, a quem ele estava noivo antes de ser sequestrada.

## Elenco e personagens
| - Ellen Pompeo como Dra. Meredith Grey - Justin Chambers como Dr. Alex Karev - Chandra Wilson como Dra. Miranda Bailey - James Pickens Jr. como Dr. Richard Webber - Kevin McKidd como Dr. Owen Hunt - Jessica Capshaw como Dra. Arizona Robbins - Sarah Drew como Dra. April Kepner - Jesse Williams como Dr. Jackson Avery - Caterina Scorsone como Dra. Amelia Shepherd - Camilla Luddington como Dra. Jo Wilson - Jerrika Hinton como Dra. Stephanie Edwards - Kelly McCreary como Dra. Maggie Pierce - Jason George como Dr. Ben Warren - Martin Henderson como Dr. Nathan Riggs - Giacomo Gianniotti como Dr. Andrew DeLuca | - Joe Adler como Dr. Isaac Cross - Debbie Allen como Dra. Catherine Avery - Tessa Ferrer como Dra. Leah Murphy - Marika Dominczyk como Dra. Eliza Minnick - LaTanya Richardson Jackson como Diane Pierce - Jen Lilley como Kara Fisher - Ravi Patel como Timir Dhar - Eric Roberts como Dr. Robert Avery - June Squibb como Dra. Elsie Clatch - Hal Holbrook como Dr. Lewis Clatch | - Sumalee Montano como Lena McCallister - Kimberly Quinn como Reena Thompson - Rusty Schwimmer como Patricia Phillips - Vicki Davis como Morgan Fisher - Betsy Baker como Barbara Davis - Bridget Regan como Dra. Megan Hunt - Wallace Langham como Dr. Steve Corridan - Matthew Morrison como Dr. Paul Stadler |

## Episódios
| N.º na série | N.º na temp. | Título                                      | Dirigido por          | Escrito por             | Exibição original       | Audiência (milhões) |
| --- | ------------ | ------------------------------------------- | --------------------- | ----------------------- | ----------------------- | ------------------- |
| 270 | 1            | "Undo"                                      | Debbie Allen          | William Harper          | 22 de Setembro de 2016  | 8.75                |
| Enquanto o casamento de Amelia e Owen continua, Andrew é levado ao pronto-socorro depois de ser agredido por Alex, levando Meredith e os outros médicos ao hospital para ajudar. Meredith enfrenta um dilema sobre proteger Alex ou dizer a Bailey a verdade sobre o ataque. Enquanto isso, April e Catherine Avery discutem o nome da nova bebê. Nathan e Meredith continuam seu relacionamento ao mesmo tempo em que tentam ocultá-lo de Maggie, que é afetada pelo ataque de Andrew. No final, Meredith diz a verdade a Bailey, mas não antes de Alex se entregar à polícia. |              |                                             |                       |                         |                         |                     |
| 271 | 2            | "Catastrophe and the Cure"                  | Kevin McKidd          | Karin Gist              | 29 de Setembro de 2016  | 8.41                |
| No primeiro dia em que DeLuca volta ao trabalho, Alex é acusado de agressão criminosa de segundo grau. Quando Alex se distrai no trabalho, uma criança que passou por um transplante renal recente acaba em uma situação muito comprometedora, fazendo com que Bailey decida que ele não irá mais operar no Grey-Sloan Memorial Hospital; portanto, mandando ele para trabalhar na Clínica Memorial Denny Duquette. April, que ainda está internada, tem problemas em deixar sua bebê, Harriet, ir com Jackson para casa, mas Jackson pede a ela que vá morar com ele enquanto ela se recupera. Stephanie prova ser uma boa amiga com Jo, quando ela diz a Alex que Jo não quer ficar com ele depois do que ele fez com DeLuca. Com o pedido de Meredith, Nathan rejeita Maggie depois que ela pede para eles sairem juntos, no entanto, Maggie ainda não desiste. |              |                                             |                       |                         |                         |                     |
| 272 | 3            | "I Ain't No Miracle Worker"                 | Rob Corn              | Andy Reaser             | 6 de Outubro de 2016    | 8.08                |
| Um acidente de carro em um funeral contribui para um dia agitado no pronto-socorro e Stephanie tem que descobrir o que fazer com o cadáver. April não pode deixar de ir ao hospital quando fica entediada cuidando de Harriet. Meredith não quer ouvir Maggie falando sobre como convidar Nathan arruinou o trabalho para ela, fazendo Amelia intervir entre as duas. Arizona retorna a Seattle após uma visita a Callie em Nova York e se vê cuidando de Andrew, mas ela também sente falta de trabalhar com Alex, que está determinado a continuar trabalhando na clínica para que ele possa pagar pelo que fez. Enquanto Bailey está muito ocupada, Ben ensina uma lição a Tuck depois que ele bate em um colega. |              |                                             |                       |                         |                         |                     |
| 273 | 4            | "Falling Slowly"                            | Victoria Mahoney      | Jen Klein               | 13 de Outubro de 2016   | 7.80                |
| Alex tem um dia terrível na Clínica, quando o enfermeiro Timir continua a lhe dar mais trabalhos e assim, não permitindo que ele vá para sua sessão de estratégia com seu advogado. Ele passa seu dia diagnosticando uma condição muito rara, síndrome de Ehlers-Danlos, salvando assim a vida da paciente. April e Jackson estão caminhando em cascas de ovos com seu arranjo de vida atual, mas eles concordam em continuar vivendo juntos depois de desabafar suas frustrações. Quando seu paciente se deteriora, Meredith teme que Nathan tenha apoiado sua decisão pelo que está acontecendo entre eles. Jo e Andrew não podem falar com ninguém sobre o que aconteceu. Amelia e Owen limpam coisas horríveis do passado e decidem ter filhos. |              |                                             |                       |                         |                         |                     |
| 274 | 5            | "Both Sides Now"                            | Chandra Wilson        | Mark Driscoll           | 20 de Outubro de 2016   | 8.17                |
| Bailey e Meredith se vêem confrontadas quando as duas pacientes delas precisam de um transplante de fígado. Bailey se preocupa que, quando ela perguntar a sua paciente idosa se ela daria permissão para redirecionar o fígado para a paciente de Meredith, de 25 anos, ela aceite; no entanto, para grande surpresa de todos, a paciente de Bailey nega, deixando a paciente de Meredith em extrema necessidade. Amelia pensa que está grávida e começa a espalhar a notícia para todos, exceto Owen. Quando ela lhe dá a notícia, ela faz seu primeiro teste de gravidez, que revela que não está. |              |                                             |                       |                         |                         |                     |
| 275 | 6            | "Roar"                                      | Nicole Rubio          | Elizabeth J.B. Klaviter | 27 de Outubro de 2016   | 8.17                |
| Tendo treinado para se tornar melhor em outro hospital, Leah Murphy retorna à equipe do Grey Sloan para aprender com Maggie. Quando Alex está no tribunal para ter uma data marcada para o julgamento, ele aconselha uma mulher grávida a fazer o exame de erupção cutânea na clínica; e ela descobre ter câncer de pâncreas. Alex bate de frente com Bailey para que a paciente seja submetida a uma cirurgia que ela não precise interromper a gravidez. Andrew parece desenvolver sentimentos por Jo. Depois de se esquivar de Owen o dia todo, Amelia confessa a Alex que está aliviada por não estar grávida por causa do que aconteceu em Los Angeles. Catherine decide que é hora de investigar por que tantos residentes do passado e do presente ganharam segundas chances. |              |                                             |                       |                         |                         |                     |
| 276 | 7            | "Why Try To Change Me Now?"                 | Jeannot Szwarc        | Austin Guzman           | 3 de Novembro de 2016   | 7.60                |
| Miranda e Catherine contratam uma consultora educacional, Dra. Eliza Minnick, para revisar o treinamento do Grey Sloan. Maggie encontra um caderno que pertence a Eliza, que contém uma lista dos nomes dos médicos cirurgiões e ela está no final - ela diz que nunca esteve no final de nenhuma lista. Amelia e Owen discutem sobre qual procedimento deve ser feito primeiro em um paciente. Stephanie ajuda Amelia durante a operação enquanto Owen monitora o paciente. April sai com alguém que ela encontrou no Tinder e diz a Jackson que foi ótimo; no entanto, mais tarde ela diz a Jackson na sala de observação que o encontro foi ruim. Maggie ensina Murphy sobre um procedimento de alto risco, enquanto Eliza está presente na sala de cirurgia e Andrew está observando. A Dra. Minnick quer ensinar a Andrew um procedimento para parar o sangramento de um vaso. Maggie admite que não é uma boa professora, mas é um gênio e uma estrela do rock. Amelia diz a Owen que não quer um bebê. Arizona confronta Eliza sobre a lista e por que seu nome não estava nela. Eliza diz que a lista era apenas para aprender os nomes das pessoas, e ela nunca esqueceria o de Arizona Robbins. |              |                                             |                       |                         |                         |                     |
| 277 | 8            | "The Room Where It Happens"                 | Debbie Allen          | Meg Marinis             | 10 de Novembro de 2016  | 7.25                |
| Um paciente do sexo masculino é levado para a sala de cirurgia onde Meredith, Owen e Stephanie estão esperando. Meredith está acordada há 48 horas e Owen há mais tempo. Richard aparece para ajudar. Richard quer que o paciente receba um nome; ele escolhe Gail, uma violoncelista e professora de música. Gail era também a mãe de Richard, que tinha câncer no pâncreas e morreu quando ele tinha dez anos. Cada um dos médicos relembra um trágico incidente do passado. Onde Owen volta a trabalhar com sua irmã. Ela diz a ele para cortar o fígado, e ele faz. Stephanie é solicitada a entrar em contato com a UNOS para adicionar o paciente à lista de doadores. Stephanie determina que o paciente tem uma doença auto-imune, ITP. Os médicos discutem o que precisa ser feito em cada estágio da sala de cirurgia. O paciente é identificado como Carl Henley a partir de uma foto. Meredith finalmente sugere o uso de parte do fígado de Carl, chamando-o de Mary. O fígado reparado é recolocado antes de transferi-lo para a UTI. Meredith pede desculpas a Richard pelas coisas que ela disse. |              |                                             |                       |                         |                         |                     |
| 278 | 9            | "You Haven't Done Nothin"                   | Rob Corn              | Karin Gist              | 17 de Novembro de 2016  | 8.04                |
| Um colapso de um edifício enche o hospital de pessoas feridas. Procurando perdão, o proprietário do edifício confidencia a Ben que ele não tinha dinheiro para consertar os danos causados por um terremoto no ano passado, levando ao colapso. A paciente de Maggie e Richard, de 12 anos, morre em cima da mesa. Depois de ouvir Ben e Stephanie conversando sobre o proprietário, os pais da menina tentam vingar sua morte. Richard descobre que Eliza vai assumir o seu cargo e confronta Bailey sobre isso. Maggie e Jackson reúnem os outros médicos para defender Richard. Arizona e Eliza continuam flertando, apesar do lado arrogante de Eliza. Temendo a intimação, Jo conta a Alex sobre seu casamento violento, fazendo ele reconsiderar o acordo e escolher ir para a cadeia por 2 anos. Enquanto aguarda o promotor, ele ouve uma mensagem de voz que Meredith o deixou após seu adeus a ela. Meredith diz a ele que ele é mais forte e maior do que desistir e promete que vai lutar por ele. Amelia foge e deixa Owen com uma carta, pedindo que ele não se culpe por isso. |              |                                             |                       |                         |                         |                     |
| 279 | 10           | "You Can Look (But You'd Better Not Touch)" | Jann Turner           | Tia Napolitano          | 26 de Janeiro de 2017   | 9.59                |
| No dia anterior ao julgamento de Alex, Bailey, Arizona e Jo dirigem para um hospital prisional de segurança máxima com equipamentos médicos, incluindo uma avançada máquina de ultrassom, para tratar uma adolescente violenta e seu bebê que ainda não nasceu. Jo se une a adolescente, que conta ter passado bons momentos com a mãe e que ela cuidará do bebê até que ela seja libertada. No entanto, a mãe da adolescente diz as médicas que seu plano real é adotar o bebê e não deixar mais a adolescente ver ela. Os médicos lutam para contar à prisioneira essas notícias, com medo das tendências violentas dela. Quando a prisioneira entra em trabalho de parto, ela exige ver sua mãe. Jo finalmente diz que ela se recusa a ver a adolescente, e os médicos ajudam a presa no nascimento do bebê. Mais tarde, Arizona fala com a mãe da adolescente e conta que o parto foi um sucesso e pergunta se ela também abandonará esse bebê se ela for mal. Enquanto isso, Bailey aprende sobre as realidades do atendimento ao paciente em um ambiente prisional. No caminho de volta para casa, Bailey diz a Jo que Alex planeja aceitar o acordo e vai para a cadeia, o que a faz vomitar. |              |                                             |                       |                         |                         |                     |
| 280 | 11           | "Jukebox Hero"                              | Kevin Rodney Sullivan | Zoanne Clack            | 2 de Fevereiro de 2017  | 8.49                |
| Maggie e Meredith descobrem que o julgamento de Alex foi adiado indefinidamente, levando-as a pensar que Alex aceitou o pedido e, portanto, está na prisão. Meredith decide procura-lo, mas sem sucesso. Owen está procurando Amelia, que está escondida na casa de Stephanie. Owen descobre quando Stephanie deixa escapar que ela pediu a Amelia que olhasse o exame de seu paciente e Owen pede que ela peça para Amelia voltar para casa, embora Amelia se recuse. Maggie, April, Nathan e Jackson passam o dia todo negando o acesso de Eliza Minnick as cirurgias, enquanto Richard permite que ela se junte a ele para que ele possa demonstrar que está pronto para lutar com ela, levando Bailey a confrontá-lo e revelando que ela não é a única que sentiu que essa mudança foi necessária. Arizona e Leah trabalham em uma mãe grávida que sofreu um acidente de carro causado pelo marido. Permitindo que Leah trabalhe no bebê enquanto ela lida com a mãe, Arizona coloca em prática o método de Eliza, que Eliza interpreta que Arizona está do seu lado. Ben passa o dia todo trabalhando e cobrindo uma Jo mal-humorada, que se recusa a falar sobre o que aconteceu com Alex. Andrew fica surpreso quando Arizona admite que sente falta de Alex. Depois de um longo dia, Meredith finalmente encontra Alex em sua cama, onde ele dormiu o dia todo. |              |                                             |                       |                         |                         |                     |
| 281 | 12           | "None of Your Business"                     | Geary McLeod          | Andy Reaser             | 9 de Fevereiro de 2017  | 8.46                |
| Alex revela que Andrew fez o promotor desistir das acusações. Quando Alex o confronta sobre suas razões para ter feito isso, Andrew afirma que fez isso porque Jo já passou por bastante coisa. Alex recebe seu trabalho de volta, enquanto Meredith é suspensa por se recusar a deixar Eliza entrar em sua sala de cirurgia. Jo, que passou o dia em casa, só descobre mais tarde que Alex não está preso e vai visitá-lo na casa de Meredith. A mãe de Maggie, Diane, vem a Seattle para Jackson remover uma erupção cutânea, mas acontece que ela está sofrendo de câncer de mama inflamatório. Jackson a ajuda a se preparar para contar a Maggie, mas antes que ela possa fazer isso, Maggie tem um surto, e revela que ainda está brava com sua mãe, por conta do fim do casamento de seus pais. Richard descobre que Catherine está do lado de Bailey. Bailey promove April a Chefe Interina de Cirurgia Geral. Amelia continua a se esconder no apartamento de Stephanie, e Owen decide que ele cansou de esperar por ela. |              |                                             |                       |                         |                         |                     |
| 282 | 13           | "It Only Gets Much Worse"                   | Jeannot Szwarc        | Lauren Barnett          | 16 de Fevereiro de 2017 | 7.68                |
| A Dra. Minnick implementa a fase 2 de seu plano de ensino, onde dois residentes por semana conduzem uma cirurgia do início ao fim. A primeira experiência de Ben é arruinada pelas discussões de Bailey e Webber; E o paciente de 9 anos de Stephanie morre. Stephanie é confortada por Webber, enquanto Eliza, em vez de ensiná-la a lidar com a perda, foge. Arizona descobre que Eliza nunca perdeu uma criança e a conforta. April entra como chefe interina de Cirurgia Geral, mas os cirurgiões lhe dão um ombro frio, especialmente Maggie, que acredita que April abandonou Webber e agora está do lado de Bailey. April e Maggie são forçadas a trabalhar juntas em uma paciente de Meredith, que reluta em ter uma cirurgiã que ela não conhece para opera-la. Catherine se une a April e a leva para jantar para comemorar seu novo emprego. |              |                                             |                       |                         |                         |                     |
| 283 | 14           | "Back Where You Belong"                     | Oliver Bokelberg      | Jen Klein               | 23 de Fevereiro de 2017 | 7.71                |
| Alex volta ao hospital, mas se vê fazendo um trabalho de residente por causa do método de ensino de Eliza. Meredith que está entediada, recebe a visita de Bailey na tentativa de fazê-la concordar em voltar a trabalhar, mas Meredith só aceita isso quando Webber aparece e a convence de não fazer isso com sua carreira apenas por causa dele. April, Webber, Alex e Jo são apanhados em um dilema moral quando o único rim de uma mãe que iria doar para seu filho, acaba entrando em falência no meio do transplante. Maggie e Nathan tratam uma paciente com doença mental que desapareceu dos pais há 12 anos. Arizona tem que esconder sua nova amizade com Eliza de seus colegas, e as duas acabam se beijando. |              |                                             |                       |                         |                         |                     |
| 284 | 15           | "Civil War"                                 | Nicole Rubio          | Elizabeth J.B. Klaviter | 9 de Março de 2017      | 7.31                |
| É revelado que Richard está dormindo no hospital, à medida que a política dentro do Grey Sloan Memorial piora e afeta seu casamento com Catherine. Alex recebe um caso difícil em um bebê recém-nascido com um problema cardíaco; Enfrentando o caso com Andrew, que agora é "legal" com Alex, eles juntos prosseguem com um procedimento até Nathan ser trazido para o caso. Enquanto Alex e Nathan discordam com diferentes procedimentos cirúrgicos, cada um deles pede que Andrew entre em contato com pessoas diferentes. April, Jackson, Webber e Catherine estão no meio de um difícil caso de trauma de um homem que sofreu um acidente com uma fritadeira. Quando eles começam a operação, Catherine tenta conversar com Webber sobre o casamento e a volta para casa, o que causa constrangimentos na sala de cirurgia. Enquanto isso, Eliza convida Arizona para um encontro na casa do Arizona. Meredith ouve sobre o conflito entre Nathan e Alex e diz a Nathan para recuar no paciente de Alex, fazendo com que Nathan se irrite. Enquanto ele se prepara para entrar em sua cirurgia, Alex vê que Andrew decidiu obedecer a Nathan, o que leva ele a chamar Maggie, que diz aos dois cirurgiões para agirem em conjunto. Após a cirurgia, Webber acidentalmente encontra Eliza e Arizona se beijando, expondo seu relacionamento secreto. Meredith, que ouve sobre as discussões entre Nathan e Alex, diz a Nathan para recuar e não brigar com Alex, fazendo com que Nathan lhe dê um ultimato sobre o relacionamento deles, enquanto o casamento de Catherine e Richard está mais dividido do que nunca. |              |                                             |                       |                         |                         |                     |
| 285 | 16           | "Who Is He (And What Is He to You)?"        | Kevin McKidd          | Elisabeth R. Finch      | 16 de Março de 2017     | 7.90                |
| April e Jackson viajam para Bozeman, Montana, para realizar um transplante de garganta em uma garota, deixando Harriet com Catherine. Os dois descobrem que ainda precisam obter o consentimento do pai do doador, para o qual Jackson usa suas experiências com a paternidade. No entanto, quando uma lesão é descoberta no doador, o transplante não é mais uma opção, o que significa que a laringectomia é a única opção da menina, apesar de suas mães não aceitarem. April descobre que Jackson aceitou o caso porque seu pai é dono de uma lanchonete perto do hospital e incentiva Jackson a ir conversar com seu pai. Jackson faz isso e descobre que seu pai foi embora porque ser um Avery não se encaixava nele, e que ele tem uma vida feliz e nunca sentiu falta do filho. Jackson vem com uma solução para a garota e ele e April conseguem realizar a cirurgia. Eles acabam dormindo juntos e concordam que essa foi a razão pela qual Catherine trocou Meredith por April. Antes de retornar a Seattle, Jackson diz a Robert que, apesar de estar feliz por conhecê-lo, ele não é realmente seu pai. |              |                                             |                       |                         |                         |                     |
| 286 | 17           | "Til I Hear It From You"                    | Kevin McKidd          | Austin Guzman           | 23 de Março de 2017     | 7.80                |
| Depois de receber quimioterapia em casa, a mãe de Maggie retorna a Seattle para fazer uma mastectomia, realizada por Jackson. Maggie não consegue entender porque sua mãe está recebendo um aumento de mama, então mais tarde ela descobre a verdade devastadora. Stephanie conhece um de seus ídolos quando a esposa dele desmaia durante uma caminhada. A mulher tem um sangramento cerebral, mas a cirurgia é muito arriscada devido às suas comorbidades. Sua morte final faz com que Stephanie questione sua profissão, e Andrew admite para ela que ama Jo. Depois que Owen diz a Amélia para ela descobrir o que quer, Amelia diz a Owen que ela se sente sufocada por ele e que ele não consegue definir as regras em seu casamento. Amelia questiona se ele está realmente pronto para a paternidade, o que pode ter um resultado bem diferente do sonho que ele tem. Meredith quer um motivo para namorar Nathan. Ele fala sobre como ele se apaixonou por ela e como ele se sente sobre ela, levando Meredith a concordar em jantar com ele. Arizona e Webber limpam o ar entre eles. Uma complicação durante a cirurgia de Diane deixa Maggie arrasada. |              |                                             |                       |                         |                         |                     |
| 287 | 18           | "Be Still, My Soul"                         | Ellen Pompeo          | Meg Marinis             | 30 de Março de 2017     | 7.62                |
| Um ponto em uma varredura ao longo da parede torácica causa uma espiral descendente na mãe de Maggie. Após a cirurgia para remover a massa deixada para trás, Diane tem uma metástase no fígado. Meredith se recusa a operar, enquanto Maggie pensa que é o caminho a seguir, resultando em Diane demitindo Meredith de seu caso. Apesar de todos os efeitos colaterais, Diane tem um dia bom e ensina Maggie a cozinhar lasanha, mas ela começa a tossir sangue durante um jantar com os amigos de Maggie. Richard corrige a lágrima esofágica na cirurgia, mas a saúde de Diane continua a se deteriorar. Diane acha que Maggie se machucará se parar de lutar por ela, mas Richard a convence de que Maggie é forte o suficiente para lidar com isso. Diane então interrompe o tratamento e depois de transmitir sabedoria e oferecer conselhos à filha, ela morre. Richard percebe que não é uma figura paterna para Maggie e chama Bill Pierce para confortá-la. Ele também acaba com a briga entre ele e Bailey. Nathan e Meredith decidem adiar o jantar prometido por um tempo, pois Maggie precisaria que Meredith estivesse lá para ela. |              |                                             |                       |                         |                         |                     |
| 288 | 19           | "What's Inside"                             | Nzingha Stewart       | Tia Napolitano          | 6 de Abril de 2017      | 7.23                |
| Stephanie e Andrew precisam cuidar do interno Isaac, que tem dor abdominal e insiste que não é "internite", como Stephanie acha que é. Maggie se une a Arizona para remover um tumor delicado do peito de um feto, enquanto seus colegas temem que ela ainda não esteja pronta, já que é seu primeiro dia de volta depois da morta de sua mãe. Meredith concorda em sair com Nathan para ver se daria certo entre os dois antes dela contar a Maggie. Quando Nathan descobre sobre Arizona e Eliza, Arizona faz amizade com Nathan e dá a ele alguns conselhos bem-intencionados sobre o namoro com Meredith. Richard e Bailey começam a resolver as coisas entre eles, enquanto Jackson tenta consolar uma Maggie brava. |              |                                             |                       |                         |                         |                     |
| 289 | 20           | "In the Air Tonight"                        | Chandra Wilson        | Stacy McKee             | 13 de Abril de 2017     | 7.06                |
| Nathan e Meredith acabam em um voo para uma conferência juntos. Ela tenta ignorar os interesses dele, mas acaba fazendo sexo com ele no banheiro do avião, insistindo que isso não significa nada. Depois de fortes turbulências, Meredith e Nathan cuidam dos feridos enquanto recebem ajuda de Harrison Peters, um dentista pediátrico. Em um momento tranquilo, Meredith conta a Nathan sobre seu próprio acidente de avião e sobre a perda de sua irmã Lexie. Um de seus pacientes começa a mostrar sinais de um sangramento cerebral peridural enquanto a piloto não consegue pousar o avião porque está preso entre dois sistemas de tempestades. Meredith continuamente tem que aliviar a pressão no cérebro do homem com uma agulha e seringa no avião instável, enquanto Nathan precisa salvar um homem com hipertensão pulmonar. Quando o avião finalmente pousa, Nathan questiona como Meredith ainda tem medo de deixar Derek e começar algo com ele. Ela então decide ignorar seu medo de mais uma vez perder alguém com quem se importa e concorda em dar uma chance. |              |                                             |                       |                         |                         |                     |
| 290 | 21           | "Don't Stop Me Now"                         | Louis Venosta         | Andy Reaser             | 27 de Abril de 2017     | 7.02                |
| April, Andrew, Stephanie e Richard têm más notícias para a paciente e o novo namorado quando ela descobre que vermes se reproduzem no intestino. Bailey pede a ajuda de April para reunir Catherine e Richard, mas acontece que a semelhança de Bailey com Catherine é a chave. Durante uma conferência de imprensa sobre os eventos no avião, Maggie conclui que algo aconteceu entre Nathan e Meredith. Meredith tenta explicar as coisas a uma Maggie furiosa e pede perdão. A paciente grávida de Alex com câncer de pâncreas da clínica retorna ao hospital. Seu câncer metastatizou a coluna, atrapalhando o plano dos pais para o futuro. O caso atinge Amelia em particular. |              |                                             |                       |                         |                         |                     |
| 291 | 22           | "Leave it Inside"                           | Zetna Fuentes         | Elisabeth R. Finch      | 4 de Maio de 2017       | 7.09                |
| April e Meredith descobrem que sua paciente tem um tumor cardíaco inoperável, que ela já conhecia. A paciente conta que escolheu fazer o máximo de sexo possível antes de morrer; Maggie diz ter um plano para retirar o tumor; No entanto, ela percebe que não há nada que ela possa fazer. Inspirada a fazer o que é bom para ela no momento, Meredith remove o tumor e o post-it da parede do quarto e leva Nathan para casa. Eliza e Arizona fazem sexo depois de um dia inteiro de expectativa. Richard precisa confirmar a afirmação de Eliza de que Ben tem se recuado de grandes cirurgias, enquanto Stephanie deixa sua raiva dominar quando um pai religioso ameaça processar o hospital por operarem o tumor fatal de seu filho sem a permissão dele e de sua esposa. Andrew planeja contar a Jo sobre seus sentimentos, mas ela o interrompe, já que ela já sabe. |              |                                             |                       |                         |                         |                     |
| 292 | 23           | "True Colors"                               | Kevin McKidd          | William Harper          | 11 de Maio de 2017      | 7.02                |
| Alex contrata um investigador particular e encontra o marido de Jo, Paul Stadler. Ele participa de uma conferência em que Paul está falando, mas percebe que isso terminaria mal para Jo ou para si mesmo e opta por deixar Paul ir sem um confronto. Owen recebe notícias de que sua irmã foi encontrada em um porão após uma invasão em um bairro liderado por rebeldes. Amelia o apoia e liga para Teddy para verificar a identidade de Megan e garantir sua transferência para Grey Sloan. De volta ao hospital, os médicos ficam surpresos quando descobrem que suas vítimas seminuas de acidentes de carro não são um casal, mas sim uma mulher fugindo para evitar ser estuprada. Essa descoberta chega tarde demais para Stephanie, a quem o estuprador capturou para garantir uma saída fácil do hospital. Quando o bloqueio do hospital prende Stephanie e uma jovem garota com o estuprador, o estuprador começa um incêndio para abrir as portas. Stephanie aproveita a oportunidade e incendeia o homem, mas ele se arrasta em direção a tanques de gasolina em um laboratório. Assim que Stephanie vai arrastá-lo para longe, os tanques explodem. |              |                                             |                       |                         |                         |                     |
| 293 | 24           | "Ring of Fire"                              | Debbie Allen          | Stacy McKee             | 18 de Maio de 2017      | 7.92                |
| Enquanto as chamas ardem pelo Grey Sloan, Bailey faz uma evacuação em massa, enquanto Jackson e Meredith procuram desesperadamente por Stephanie e Nathan. Stephanie, que se revela viva, é forçada a fazer uma cirurgia na perna de Erin, enquanto as chamas crescem ainda mais e se aproximam das duas. Enquanto isso, Owen e Amelia continuam se preparando para visitar a irmã de Owen. De volta ao hospital, Stephanie é forçada a ir ao extremo, enquanto enfrenta as chamas crescendo no chão. Rastejando em direção ao acesso ao telhado com Erin, Stephanie chega à terrível conclusão de que seu cartão-chave está faltando, o que é necessário para abrir a porta. Não vendo outra opção, ela envolve Erin em um cobertor encharcado de água enquanto se prepara para se sacrificar. Mas assim que a fumaça a atinge, ela vê que seu cartão-chave está dois andares abaixo e luta para recuperá-lo. Quando Stephanie e Erin finalmente entram no telhado, Erin entra em colapso deixando Stephanie histérica em busca de ajuda. Enquanto Stephanie está realizando RCP enquanto grita por assistência, Ben lidera um grupo de bombeiros em direção à localização de Stephanie, finalmente a resgatando. Após as chamas, Eliza é demitida por Bailey após não ter avisado os bombeiros sobre o desaparecimento de Stephanie. Erin está viva e em recuperação, Stephanie também está se recuperando de suas queimaduras, enquanto ela diz em lágrimas a Richard que está se demitindo. Nathan descobre que Megan está viva e Meredith o incentiva a ir atrás dela. April diz a Maggie que se ela quiser, pode ficar com Jackson. Owen e Amelia finalmente chegam ao Centro Médico do Exército Madigan quando o helicóptero de Megan pousa e ela é puxada em uma maca em direção a Owen, quando ele finalmente vê que sua irmã está realmente viva. Esse episódio marca a saída da atriz Jerrika Hinton que interpretava a Dra. Stephanie Edwards, personagem introduzida na nona temporada. |              |                                             |                       |                         |                         |                     |

## Produção

### Desenvolvimento
Grey's Anatomy foi renovado para uma 13ª temporada pela ABC em 3 de março de 2016. O TVLine anunciou que a 13ª temporada começaria a ser exibida em 22 de setembro de 2016. A produção começou em 25 de maio de 2016, quando Rhimes anunciou no Twitter que os escritores estavam em pleno andamento mapeando a 13ª temporada. A produção começou em 21 de julho de 2016, com a preparação para a temporada iniciada oficialmente em 28 de julho de 2016. As filmagens para a temporada começaram em 1 de agosto de 2016, com Shonda Rhimes twittando que a equipe estava filmando o 270º episódio da série, a estreia da temporada.
O calendário de outono da ABC foi anunciado em 22 de outubro de 2016, onde foi anunciado que nove episódios de Grey's Anatomy iriam ao ar no outono, em vez de oito episódios como nos anos anteriores, com o final da temporada no ar em 17 de novembro de 2016, assim como o resto da programação de horário nobre da ABC, Notorious e How to Get Away with Murder, assim como no ano passado. Os 15 episódios restantes foram transmitidos após o intervalo de inverno, a partir de 26 de janeiro de 2017.

### Roteiro
Em uma entrevista para a TV Guide, Kelly McCreary disse que a 13ª temporada estaria se concentrando fortemente nos personagens que estão no programa desde a primeira temporada; Dr. Meredith Grey, Dr. Alex Karev, Dra. Miranda Bailey e Dr. Richard Webber. McCreary comentou que "Depois de um longo período de tempo e tantas pessoas novas entrando e saindo, eles continuam sendo os personagens fundamentais do show. Nós vamos passar mais algum tempo com eles para verificar como e onde eles estão". Em outra entrevista, McCreary falou sobre o drama do triângulo amoroso que se desdobrará entre Meredith, Maggie e Nathan, ao que ela comentou sobre "o ego de Maggie provavelmente será ferido".
Caterina Scorsone disse que Amelia seria "a pessoa intermediária entre suas irmãs, caso as notícias de Nathan fossem divulgadas". Ela confirmou que a os eventos da estreia da temporada começariam logo após os eventos finais da temporada anterior, e que o personagem de Justin Chambers, Alex, e sua história com a namorada Jo vão representar uma parte maior da estreia, além disso, o personagem de Amelia e Kevin McKidd não seriam muito explorados na estreia. Jessica Capshaw não estará nos dois primeiros episódios, confirmados por Rhimes, por querer estar um pouco mais com seus filhos. Rhimes informou que a personagem de Capshaw, Dra. Arizona Robbins terá um novo interesse amoroso.

### Casting
No final da décima segunda temporada, os contratos do elenco haviam expirado após renová-los no final da décima temporada de Grey's Anatomy. Ellen Pompeo e Patrick Dempsey renovaram seus contratos por mais duas temporadas (11 e 12) em 23 de janeiro de 2014, mas Dempsey depois deixou a série no final da décima primeira temporada. O restante dos seis membros originais, Justin Chambers, Chandra Wilson e James Pickens Jr., excluindo Sandra Oh, renovaram seus contratos em 26 de maio de 2014, como drs. Alex Karev, Miranda Bailey e Richard Webber, respectivamente, para décima primeira e décima segunda temporada. Sara Ramírez também renovou seu contrato por mais duas temporadas como a Dra. Callie Torres.
Em 28 de junho de 2015, antes do início da décima segunda temporada, Jessica Capshaw, cujo contrato expirou após a 11ª temporada, renovou seu contrato por mais três temporadas como Dra. Arizona Robbins. Isso significava que seu personagem ficaria no show até a 13ª temporada e a 14ª temporada. Kevin McKidd havia dito anteriormente que estava em negociações para renovar seu contrato após a décima segunda temporada em 9 de janeiro de 2016. Após o final da temporada, McKidd confirmou que voltaria para a 13ª temporada. Justin Chambers anunciou em 11 de março de 2016 que renovou seu contrato e fará o Dr. Alex Karev na 13ª temporada. The Hollywood Reporter informou em 4 de maio de 2016, que o elenco original estava negociando novos contratos. Após o final, Pompeo disse que ela voltaria na próxima temporada, que foi oficialmente confirmado por Deadline em 1 de junho de 2016. A veterana da série, Sara Ramírez, anunciou após o final que não voltaria para a 13ª temporada como Dra. Callie Torres, depois que a personagem partiu para Nova York para ficar com sua namorada, Dra. Penny Blake. Assim, esta será a primeira temporada desde a sua introdução na segunda temporada em que a Dra. Callie Torres, interpretada por Sara Ramirez, não está incluído no elenco principal de personagens. Em 10 de junho de 2016, foi anunciado oficialmente que o restante dos membros do elenco cujos contratos expiraram após a décima segunda temporada, Chandra Wilson, James Pickens Jr. e Kevin McKidd, retornarão para a próxima temporada.
Em 28 de setembro de 2016, foi anunciado que Jen Lilley, ex-integrante do Days of Our Lives, apareceria no terceiro episódio, interpretando Kara. Bridget Regan anunciou em sua conta Instagram que ela estaria aparecendo no oitavo episódio "The Room Where It Happens". Foi relatado que Tessa Ferrer estaria reprisando seu papel como a Dra. Leah Murphy em um papel recorrente para a 13ª temporada. Em 17 de outubro de 2016, a ABC confirmou que Marika Dominczyk havia sido escalada para um elenco convidado como Eliza Minnick. Em 31 de janeiro de 2017, foi anunciado que Jerrika Hinton estaria saindo do elenco regular da série nesta temporada.

## Recepção

### Resposta da crítica
O site agregador de críticas, Rotten Tomatoes, deu à temporada uma classificação de 89% com uma avaliação média de 6.82/10, baseado em 9 avaliações.

### Audiência
| №  | Título                                      | Exibição original       | Rating/share (18–49) | Audiência (em milhões) | DVR (18–49) | Audiência em DVR (milhões) | Total (18–49) | Audiência total (em milhões) | Ref(s) |
| -- | ------------------------------------------- | ----------------------- | -------------------- | ---------------------- | ----------- | -------------------------- | ------------- | ---------------------------- | ------ |
| 1  | "Undo"                                      | 22 de setembro de 2016  | 2.5/9                | 8.75                   | 1.5         | 3.56                       | 4.0           | 12.32                        | [ 55 ] |
| 2  | "Catastrophe and the Cure"                  | 29 de setembro de 2016  | 2.4/9                | 8.41                   | 1.6         | 3.71                       | 4.0           | 12.13                        | [ 56 ] |
| 3  | "I Ain't No Miracle Worker"                 | 6 de outubro de 2016    | 2.2/8                | 8.08                   | 1.5         | 3.77                       | 3.8           | 11.87                        | [ 57 ] |
| 4  | "Falling Slowly"                            | 13 de outubro de 2016   | 2.1/8                | 7.80                   | 1.6         | 3.79                       | 3.7           | 11.59                        | [ 58 ] |
| 5  | "Both Sides Now"                            | 20 de outubro de 2016   | 2.1/8                | 8.17                   | 1.6         | 3.51                       | 3.7           | 11.69                        | [ 59 ] |
| 6  | "Roar"                                      | 27 de outubro de 2016   | 2.2/8                | 8.17                   | 1.6         | 3.51                       | 3.7           | 11.69                        | [ 59 ] |
| 7  | "Why Try to Change Me Now"                  | 3 de novembro de 2016   | 2.1/7                | 7.60                   | 1.3         | 3.19                       | 3.4           | 10.79                        | [ 60 ] |
| 8  | "The Room Where It Happens"                 | 10 de novembro de 2016  | 1.9/7                | 7.25                   | 1.4         | 3.32                       | 3.3           | 10.57                        | [ 61 ] |
| 9  | "You Haven't Done Nothin'"                  | 17 de novembro de 2016  | 2.2/8                | 8.04                   | 1.4         | 3.40                       | 3.6           | 11.45                        | [ 62 ] |
| 10 | "You Can Look (But You'd Better Not Touch)" | 26 de janeiro de 2017   | 2.6/9                | 9.59                   | 1.5         | 3.39                       | 4.1           | 12.98                        | [ 63 ] |
| 11 | "Jukebox Hero"                              | 2 de fevereiro de 2017  | 2.3/8                | 8.49                   | 1.3         | 3.34                       | 3.6           | 11.84                        | [ 64 ] |
| 12 | "None of Your Business"                     | 9 de fevereiro de 2017  | 2.1/8                | 8.46                   | 1.4         | 3.20                       | 3.5           | 11.67                        | [ 65 ] |
| 13 | "It Only Gets Much Worse"                   | 16 de fevereiro de 2017 | 2.1/7                | 7.68                   | 1.3         | 3.26                       | 3.4           | 10.94                        | [ 66 ] |
| 14 | "Back Where You Belong"                     | 23 de fevereiro de 2017 | 2.0/7                | 7.71                   | 1.4         | 3.39                       | 3.4           | 11.11                        | [ 67 ] |
| 15 | "Civil War"                                 | 9 de março de 2017      | 1.9/7                | 7.31                   | 1.6         | 3.64                       | 3.5           | 10.94                        | [ 68 ] |
| 16 | "Who Is He (And What Is He to You)?"        | 16 de março de 2017     | 2.0/8                | 7.90                   | 1.5         | 3.34                       | 3.5           | 11.25                        | [ 69 ] |
| 17 | "Till I Hear It From You"                   | 23 de março de 2017     | 1.9/7                | 7.80                   | 1.3         | 3.18                       | 3.2           | 10.99                        | [ 70 ] |
| 18 | "Be Still, My Soul"                         | 30 de março de 2017     | 2.0/8                | 7.62                   | 1.3         | 3.05                       | 3.3           | 10.67                        | [ 71 ] |
| 19 | "What's Inside"                             | 6 de abril de 2017      | 1.7/7                | 7.23                   | 1.3         | 3.14                       | 3.0           | 10.44                        | [ 72 ] |
| 20 | "In the Air Tonight"                        | 13 de abril de 2017     | 1.8/7                | 7.06                   | 1.3         | 3.18                       | 3.1           | 10.37                        | [ 73 ] |
| 21 | "Don't Stop Me Now"                         | 27 de abril de 2017     | 1.8/7                | 7.02                   | N/A         | N/A                        | N/A           | N/A                          | N/A    |
| 22 | "Leave It Inside"                           | 4 de maio de 2017       | 1.8/7                | 7.09                   | 1.3         | 3.30                       | 3.1           | 10.39                        | [ 74 ] |
| 23 | "True Colors"                               | 11 de maio de 2017      | 1.8/7                | 7.02                   | 1.4         | 3.26                       | 3.2           | 10.29                        | [ 75 ] |
| 24 | "Ring of Fire"                              | 18 de maio de 2017      | 2.0/8                | 7.92                   | 1.3         | 3.09                       | 3.3           | 11.01                        | [ 76 ] |

## Lançamento em DVD
| Grey's Anatomy: The Complete Thirteenth Season                                                                               | | |                                                                   |                                                                   |                                                                   |
| Detalhes do DVD | Detalhes do DVD | Detalhes do DVD | Características Especiais                                         | Características Especiais                                         | Características Especiais                                         |
| - 24 Episódios - 6 Discos - Inglês (Dolby Digital 5.1 Surround) - Comentários em áudio - Legendas: francês, espanhol, inglês | - 24 Episódios - 6 Discos - Inglês (Dolby Digital 5.1 Surround) - Comentários em áudio - Legendas: francês, espanhol, inglês | - 24 Episódios - 6 Discos - Inglês (Dolby Digital 5.1 Surround) - Comentários em áudio - Legendas: francês, espanhol, inglês | - Cenas deletadas - Ponto a ponto: Cenas cortadas da temporada 13 | - Cenas deletadas - Ponto a ponto: Cenas cortadas da temporada 13 | - Cenas deletadas - Ponto a ponto: Cenas cortadas da temporada 13 |
| Datas de lançamento | | |                                                                   |                                                                   |                                                                   |
| Região 1 | Região 1 | Região 2 | Região 2                                                          | Região 4                                                          | Região 4                                                          |
| 29 de agosto de 2017 | 29 de agosto de 2017 | 23 de outubro de 2017 | 23 de outubro de 2017                                             | 8 de novembro de 2017                                             | 8 de novembro de 2017                                             |